# غومبيرت أبولو
غومبيرت أبولو (بالإنجليزية: Gumpert Apollo)‏هي سيارة رياضية تم إنتاجها من قبل شركة غومبيرت.